# 邹铭
邹铭（1964年11月—），男，汉族，江西萍乡人，中华人民共和国政治人物。1986年7月参加工作，中共党员。研究生学历，北京师范大学资源科学研究所地理学博士。中共第十九届中央候补委员。

## 生平
1982年入北京师范大学地理系学习。曾任国家减灾委员会办公室常务副主任、民政部救灾司司长。2011年4月，任民政部优抚安置局局长，兼任全国双拥工作领导小组成员。2011年7月，任中共廊坊市委常委，提名任廊坊市人民政府副市长（挂职，时间一年）。2013年8月，任民政部党组成员、优抚安置局局长、全国退役士兵安置工作领导小组办公室副主任。2014年6月，任民政部党组成员、优抚安置局局长，全国老龄办党组书记、常务副主任，中国老龄协会会长。2015年1月，任民政部副部长、党组成员、优抚安置局局长，全国老龄办党组书记、常务副主任，中国老龄协会会长。
2016年3月，任中共广东省委常委、省委秘书长兼办公厅主任。2017年2月，任中共广东省委常委、组织部部长。同年10月，中国共产党第十九次全国代表大会上当选中国共产党第十九届中央委员会候补委员。2019年1月，上调中共中央组织部任职；同年10月，任中共中央组织部部务委员兼干部二局局长。2020年2月，任中央编办副主任。2023年3月，当选为第十四届全国人大常委会社会建设委员会委员。